# 미러 사이트
미러 사이트 또는 미러(Mirror)는 다른 인터넷 사이트의 복사본이다. 미러 사이트는 오리지널 사이트와 다른 URL을 갖고 있으나 동일하거나 거의 동일한 내용을 호스팅한다. 미러 사이트들은 가장 일반적으로 동일한 정보를 여러 곳에서 제공하기 위해, 특히 클라이언트가 요청하는 대량의 안정적인 다운로드를 위해서 제작된다.

## 이유
미러 사이트가 있는 이유는 다음과 같다.
- 웹 사이트 또는 페이지가 일시적으로 닫히거나 완전히 폐쇄되어도 자료들을 보존하기 위해
- 어느 지역의 사용자가 빠르게 다운로드할 수 있도록 하기 위해. 예를 들어, 미국에 있는 서버는 일본에서 미러링될 수 있는데, 이는 일본에서 접속하는 사용자들은 미국에 있는 서버보다 가까운 일본에서 자료를 받는 것이 더 빠를 수 있다. 이것은 세계적인 규모의 캐싱으로도 볼 수 있다.
- 검열에 대항하고 사용할 수 없는 정보에 대한 접근을 제공하기 위해
- 역사적 내용의 보존을 위해
- 요청수의 균형을 맞추기 위해. 한 서버가 요청을 감당하지 못해 과부하가 걸릴 경우 미러가 이를 해결할 수 있다.
- 광고 수익을 얻기 위해.

## 예시
미러 사이트는 다음이 있다.
- 위키백과의 미러 사이트: 위키원드
- 나무위키의 미러 사이트: 나무위키 미러

## 같이 보기
- InterPlanetary File System
- 콘텐츠 전송 네트워크
- CURL
- 다크 웹
- 다운타임
- HTTrack
- 메시 네트워크
- P2P
- 레플리케이션
- 웹 아카이빙
- Wget